# یواس‌اس هانتینگ (ال‌اس‌ام-۳۹۸)
یواس‌اس هانتینگ (ال‌اس‌ام-۳۹۸) (به انگلیسی: USS Hunting (LSM-398)) یک کشتی بود که طول آن ۲۰۳ فوت ۶ اینچ (۶۲٫۰۳ متر) بود. این کشتی در سال ۱۹۴۵ ساخته شد.